# Laterina
Laterina là một đô thị ở tỉnh Arezzo trong vùng Toscana, tọa lạc khoảng 50 km về phía đông nam của Florence và khoảng 14 km về phía tây bắc của Arezzo. Tại thời điểm ngày 31 tháng 12 năm 2004, đô thị này có dân số 3.510 người và diện tích là 24 km².
Đô thị Laterina có các frazioni (các đơn vị cấp dưới, chủ yếu là các làng) Ponticino, Casanuova, và Vitereta.
Laterina giáp các đô thị sau: Arezzo, Castiglion Fibocchi, Civitella in Val di Chiana, Pergine Valdarno, Terranuova Bracciolini.